# Campossparv
Campossparv (Ammodramus humeralis) är en fågel i familjen amerikanska sparvar inom ordningen tättingar.

## Utseende och läte
Campossparven är en liten sparv med kort stjärt. Fjäderdräkten är brungrå ovan med kraftiga mörka streck och bruna vingar. Undersidan är enfärgat gråbeige. Noterbart är ett kort gult ögonbrynsstreck som slutar vid ögat. Bland lätena hörs vanligen en serie med mjuka men sträva visslingar.

## Utbredning och systematik
Campossparv delas upp i fyra underarter med följande utbredning:
- Ammodramus humeralis humeralis – förekommer i låglänta områden från östra Colombia till Venezuela, Guyana och Brasilien
- Ammodramus humeralis pallidulus – förekommer i nordöstra Colombia (Guajirahalvön)
- Ammodramus humeralis xanthomus – förekommer från östra Bolivia (Beni) till Paraguay, Uruguay, södra Brasilien och norra Argentina
- Ammodramus humeralis tarijensis – förekommer i östra Bolivia (Santa Cruz och Tarija)

### Familjetillhörighet
Tidigare fördes de amerikanska sparvarna till familjen fältsparvar (Emberizidae) som omfattar liknande arter i Eurasien och Afrika. Flera genetiska studier visar dock att de utgör en distinkt grupp som sannolikt står närmare skogssångare (Parulidae), trupialer (Icteridae) och flera artfattiga familjer endemiska för Karibien.

## Levnadssätt
Arten hittas i gräsmarker och jordbruksområden med gräsrika kanter. Den sjunger från en stolpe eller toppen av en buske.

## Status
Arten har ett stort utbredningsområde och beståndet anses stabilt. Internationella naturvårdsunionen IUCN listar den därför som livskraftig (LC).